# 威廉·干迪
威廉·干迪（Wilman Conde, Jr.，1982年8月28日—），一般称作干迪，出生于卡利，哥倫比亞职业足球运动员，现效力于美國職業足球大聯盟球会芝加哥火焰，他曾代表哥倫比亞U15、U17、U20和U23。